# Dicranomyia vilae
Dicranomyia vilae är en tvåvingeart som beskrevs av Edwards 1927. Dicranomyia vilae ingår i släktet Dicranomyia och familjen småharkrankar.
Artens utbredningsområde är Vanuatu. Inga underarter finns listade i Catalogue of Life.